# Dancing Ledge

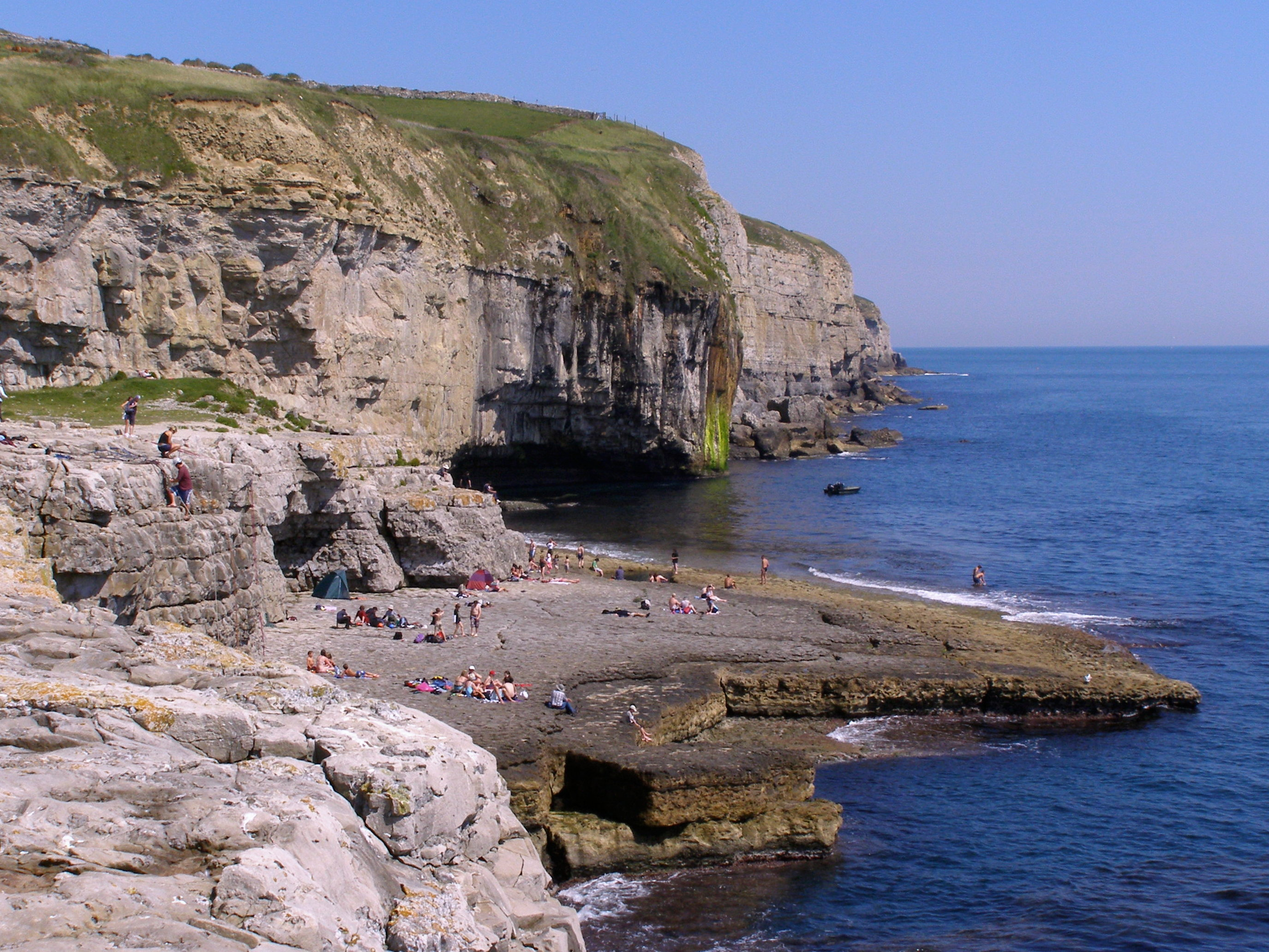
Dancing Ledge, Blick von Westen

Dancing Ledge liegt bei Langton Matravers auf der Isle of Purbeck. Es liegt etwa zwei Kilometer südwestlich von Swanage und sieben Kilometer südöstlich von Corfe Castle, in der Grafschaft Dorset, an der Südküste von England.
Dancing Ledge ist Teil der Jurassic Coast, ein Weltnaturerbe.
Auf Dancing Ledge war früher einmal ein Steinbruch. Das Gebiet der Isle of Purbeck hat eine lange Geschichte als Steinbruch, vor allem entlang der Klippen im Süden. Die Steinbrüche waren Lieferanten für Purbeck-Stein und Purbeck-Marmor. Da der Felsen im Flachwasser lag, wurde Anfang des 20. Jahrhunderts eine schwimmbadgroße Aushöhlung in den Fels gesprengt, damit Schulkinder dort gefahrlos baden konnten.